# Lista de gêneros da família Tricholomataceae

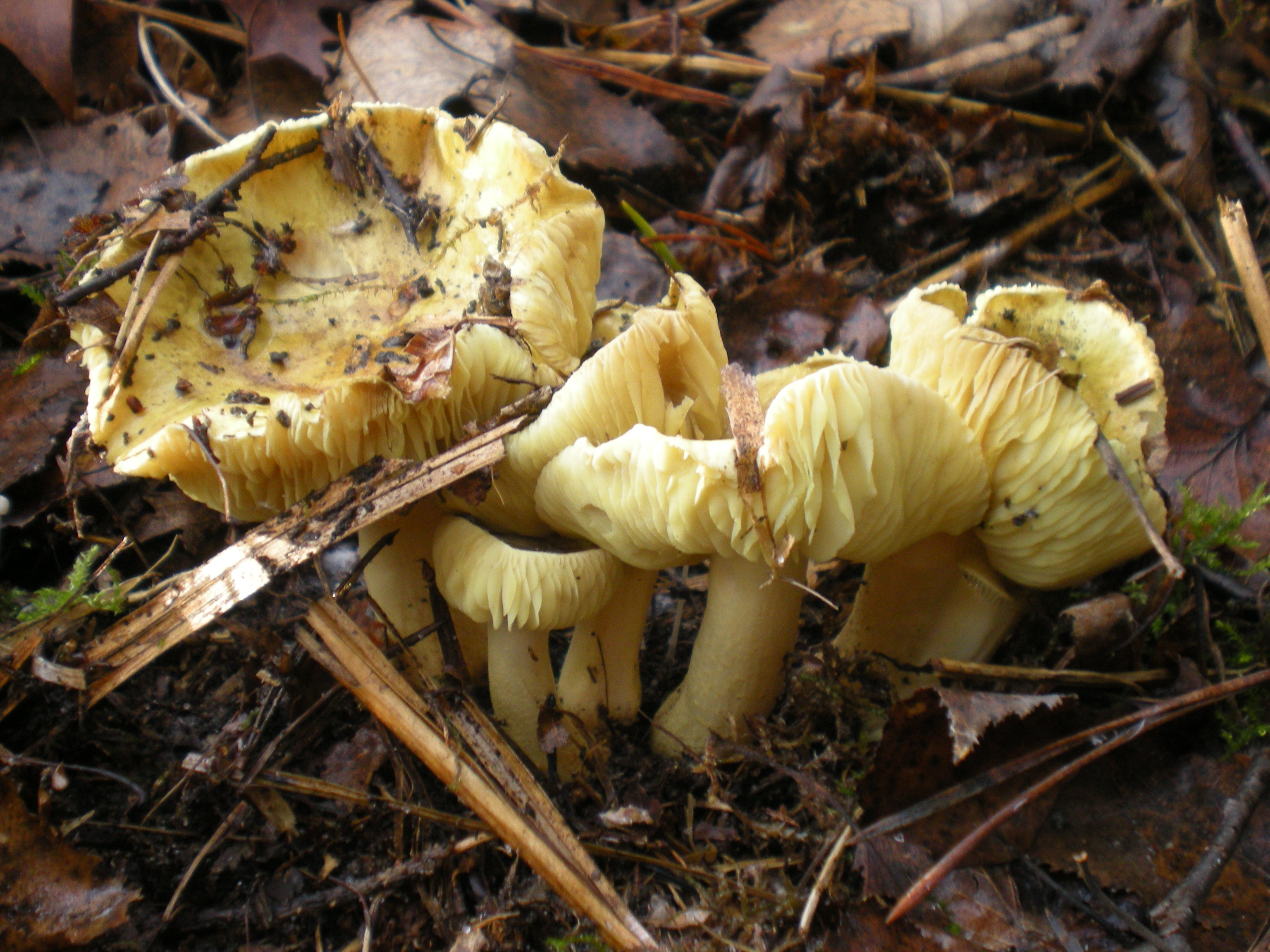
Tricholoma flavovirens, espécie do gênero Tricholoma

Esta é uma lista de gêneros da família Tricholomataceae, considerada um clássico táxon lixeira na qual inclui todos os gêneros da ordem Agaricales ainda não classificados nas demais famílias. Seu nome é derivado do grego e significa cabelo e loma, embora nem todos os membros possuem tal característica.
O gênero mais antigo desta família, Archaeomarasmius, surgiu na idade Turoniana, no período Cretácea Superior. Atualmente, este é o único gênero extinto da família e um dos quatro conhecidos da ordem Agaricales no registro fóssil. Em 2008, estimou-se que a família possuía 78 gêneros e 1020 espécies. No entanto, um estudo realizado em 2014 por Sánchez-García et al. propôs a revisão da classificação de sete gêneros: Leucopaxillus, Tricholoma, Dennisiomyces, Porpoloma, e os recentes circunscritos Corneriella, Pogonoloma e Pseudotricholoma. O objetivo do estudo foi delimitar os espécimes da Tricholomataceae altamente polifiléticos e identificar grupos monofiléticos dentro do clado Tricholomatoide, incluindo outras famílias como Tricholimoaceae, Entolomataceae e Lyophyllaceae.

## Gêneros

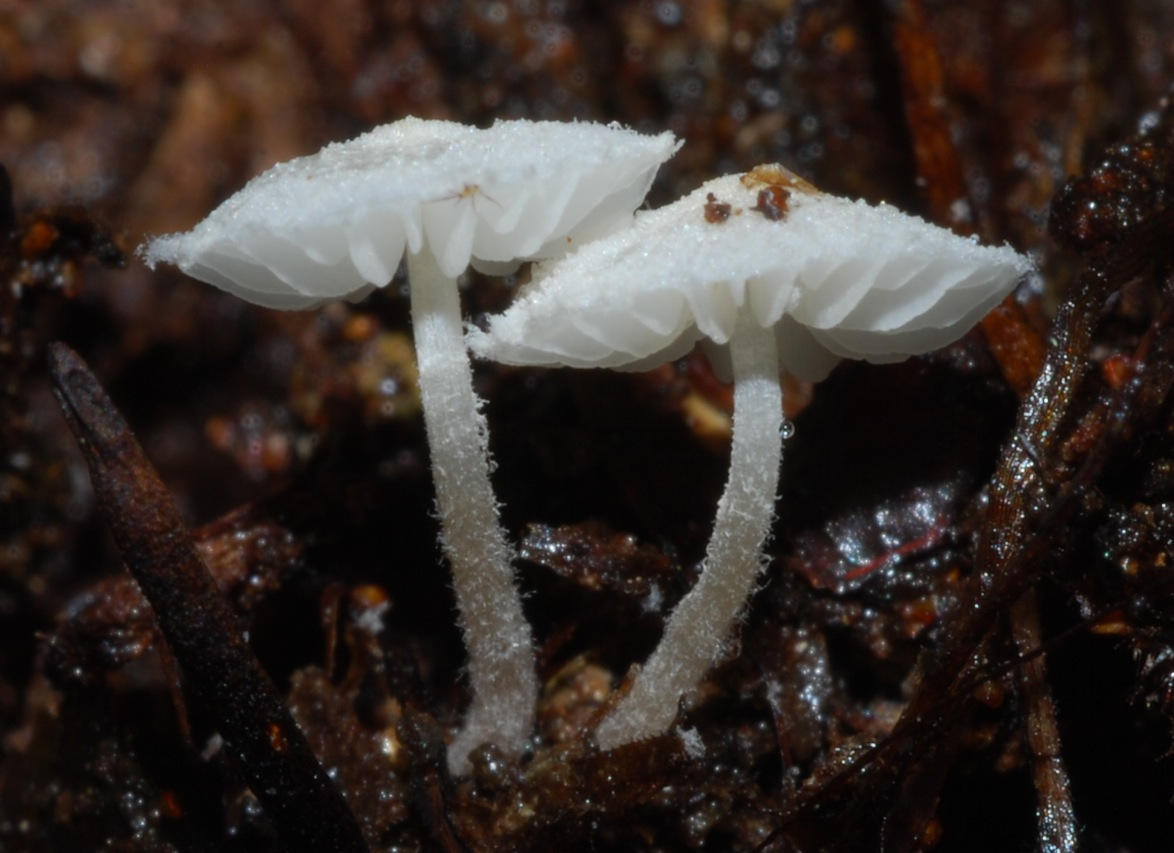
Amparoina spinosissima

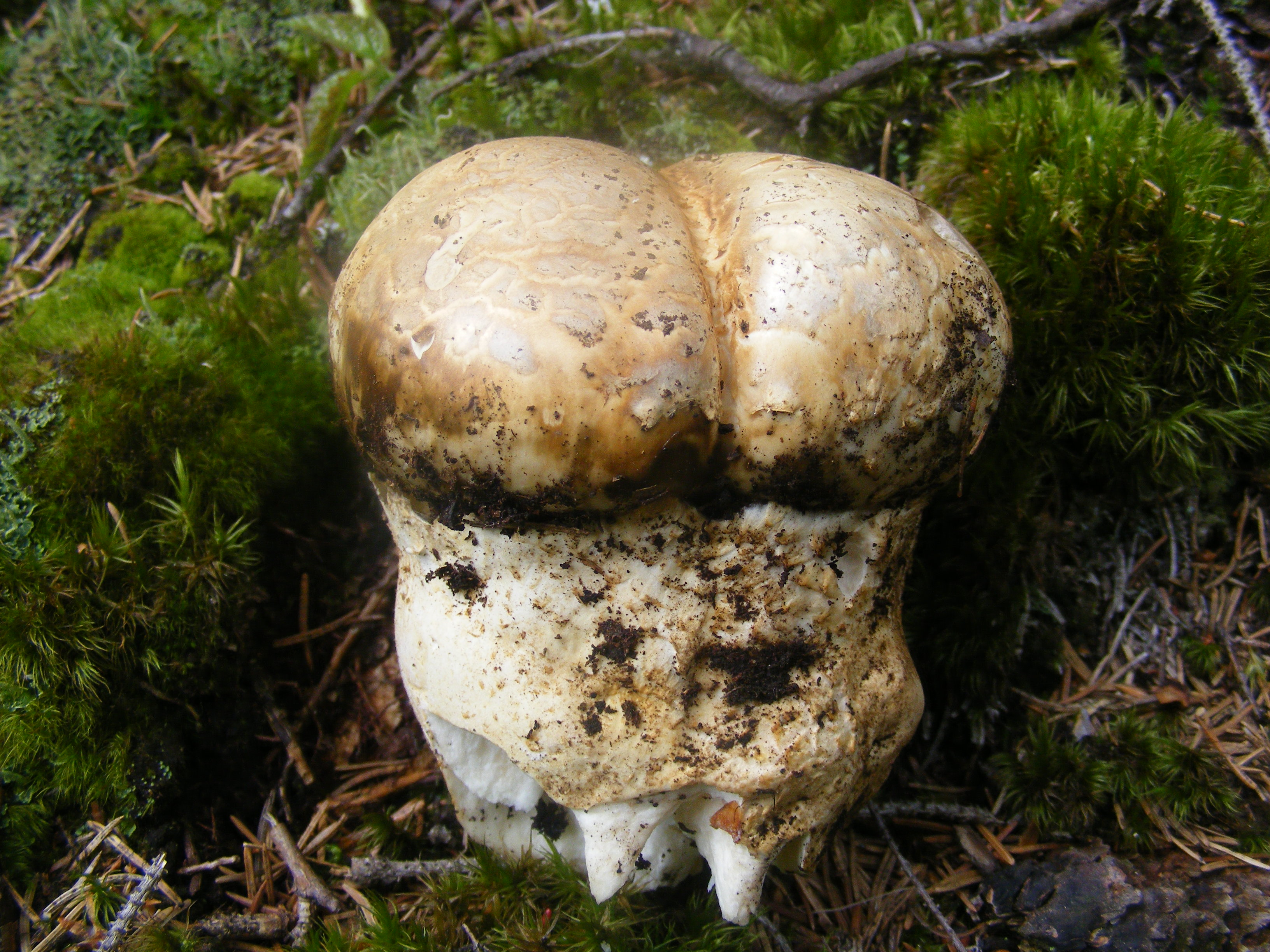
Um Catathelasma imperiale jovem

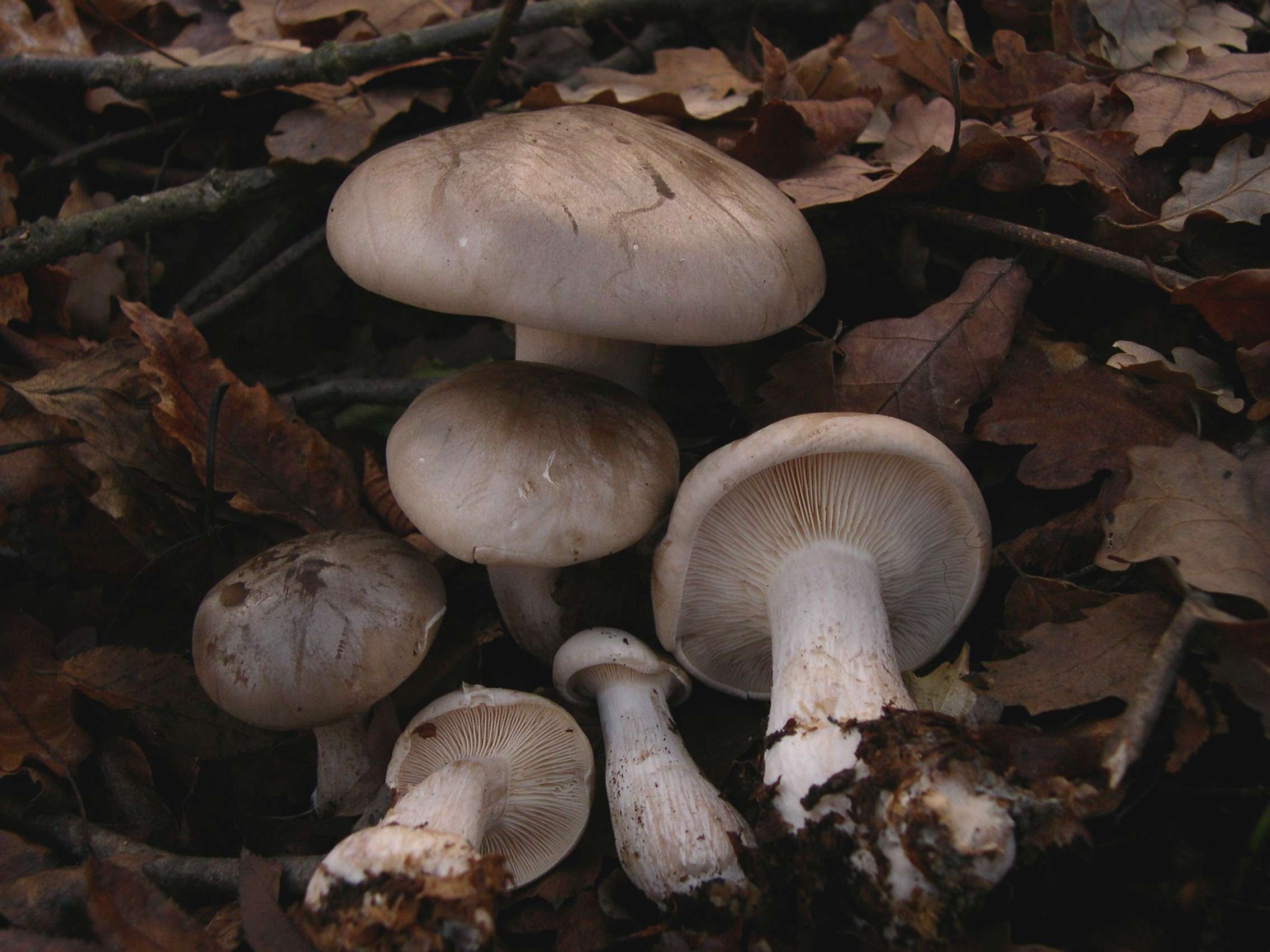
Clitocybe nebularis

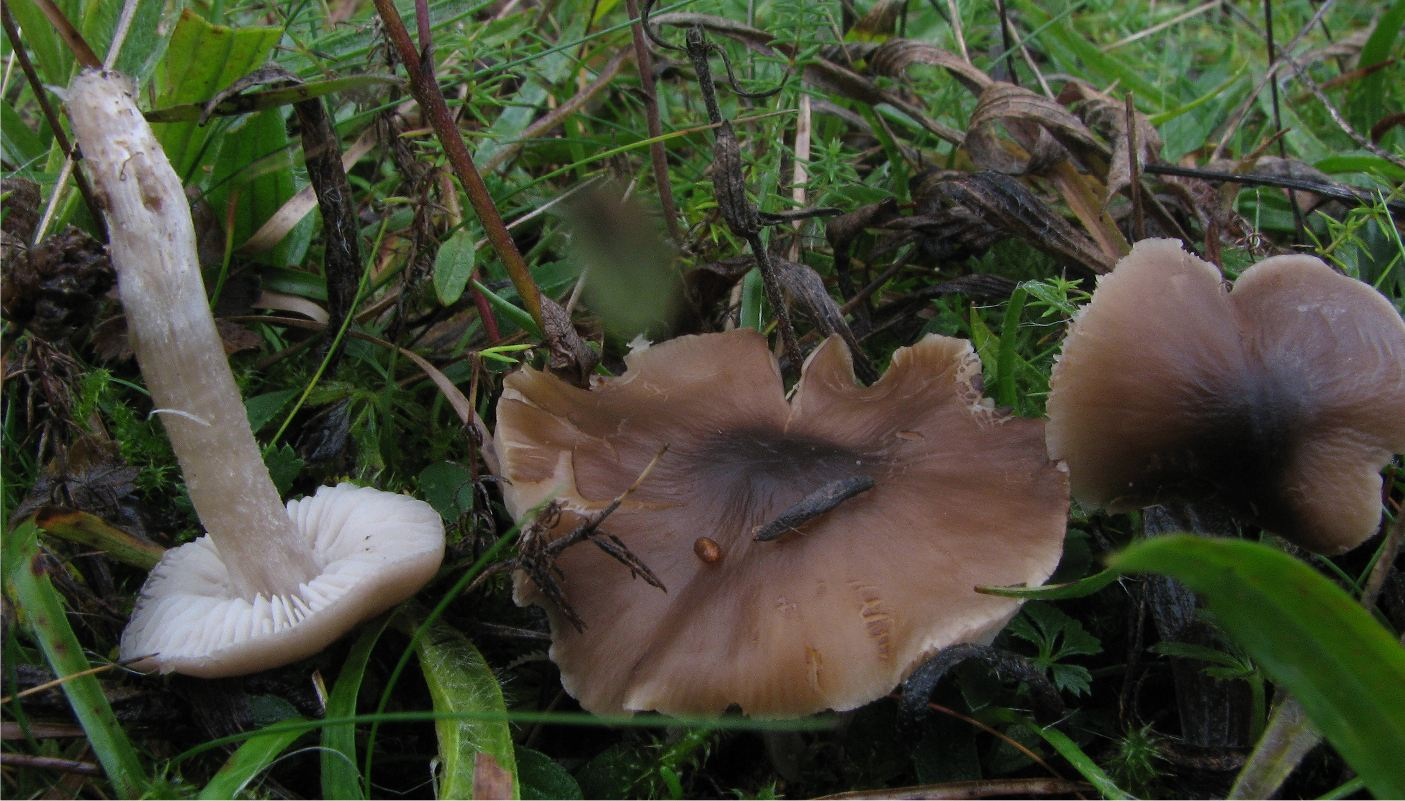
Dermoloma cuneifolium

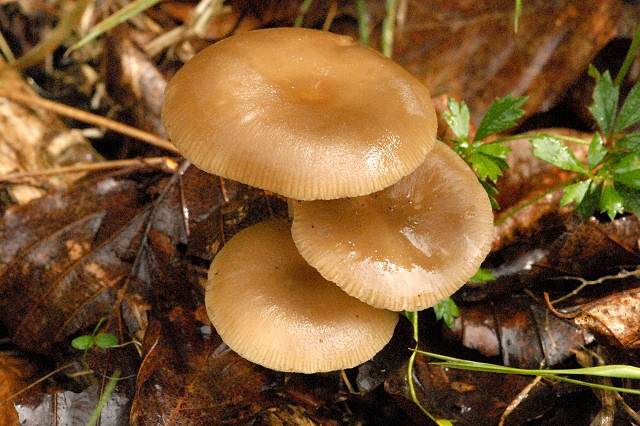
Three copper-colored mushrooms seen from above. They are all different size and form a tight clump, with their caps overlapping. Said caps are glistening with humidity, and have a depressed center and a lightly striated margin.

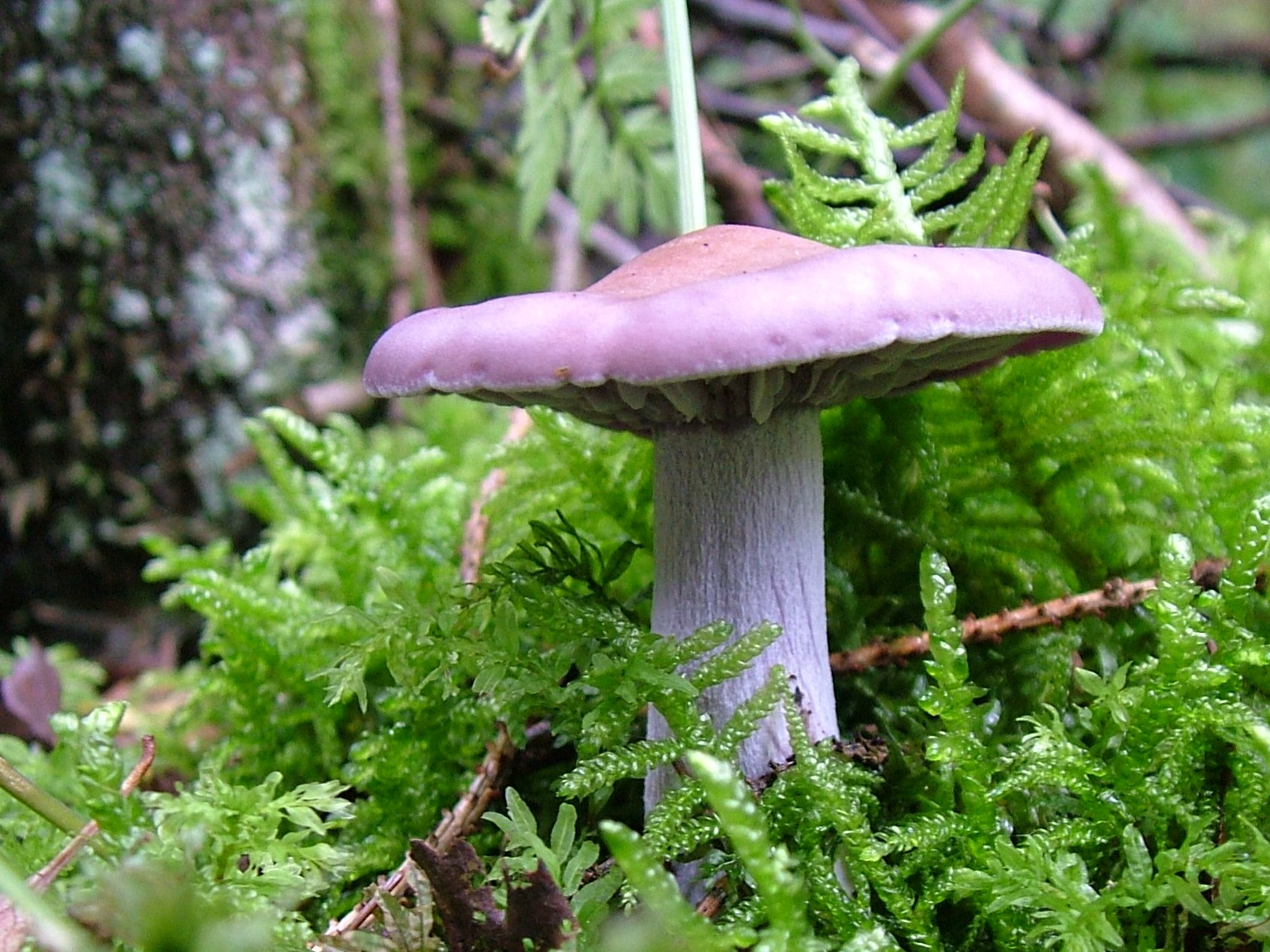
Lepista nuda

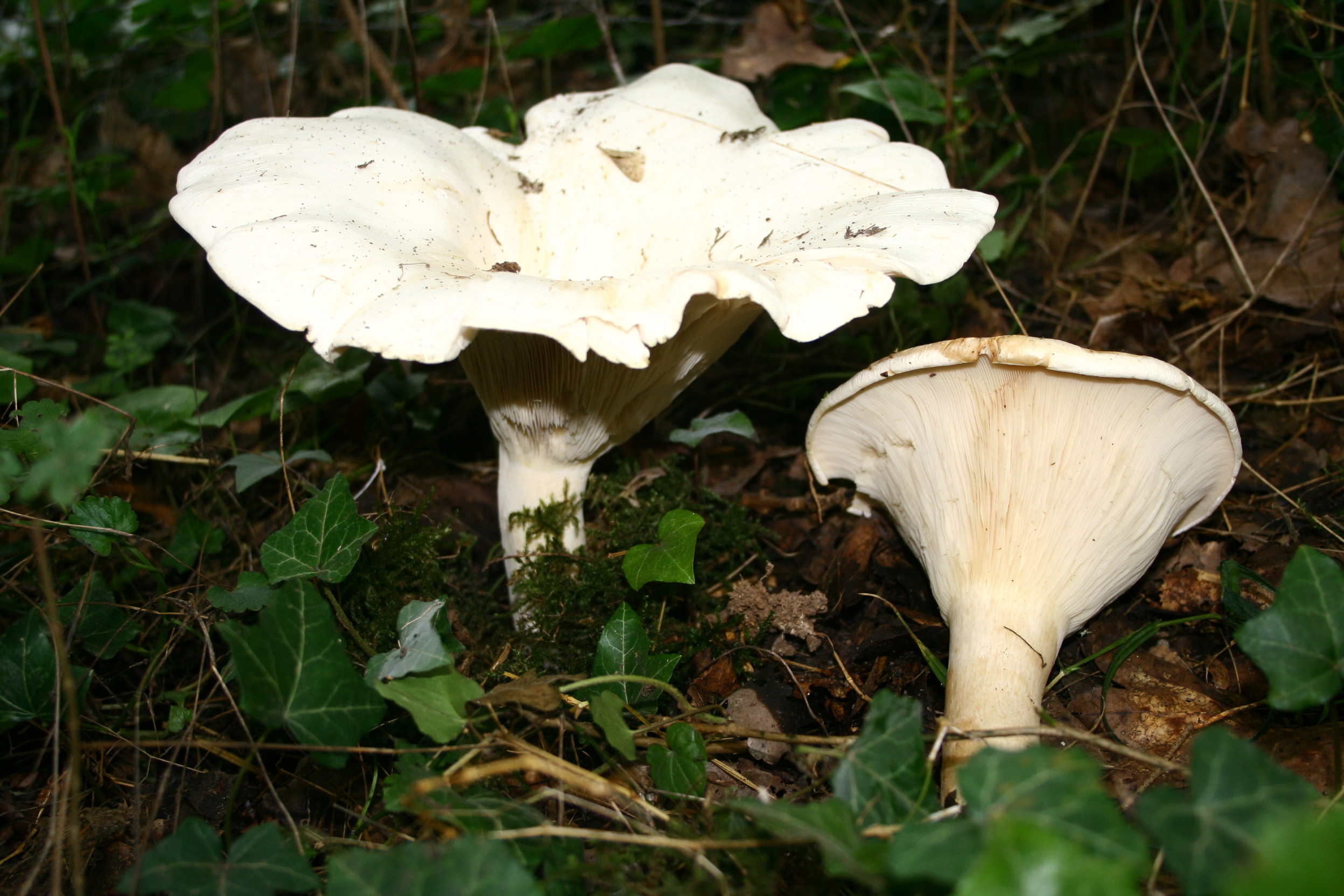
Leucopaxillus giganteus

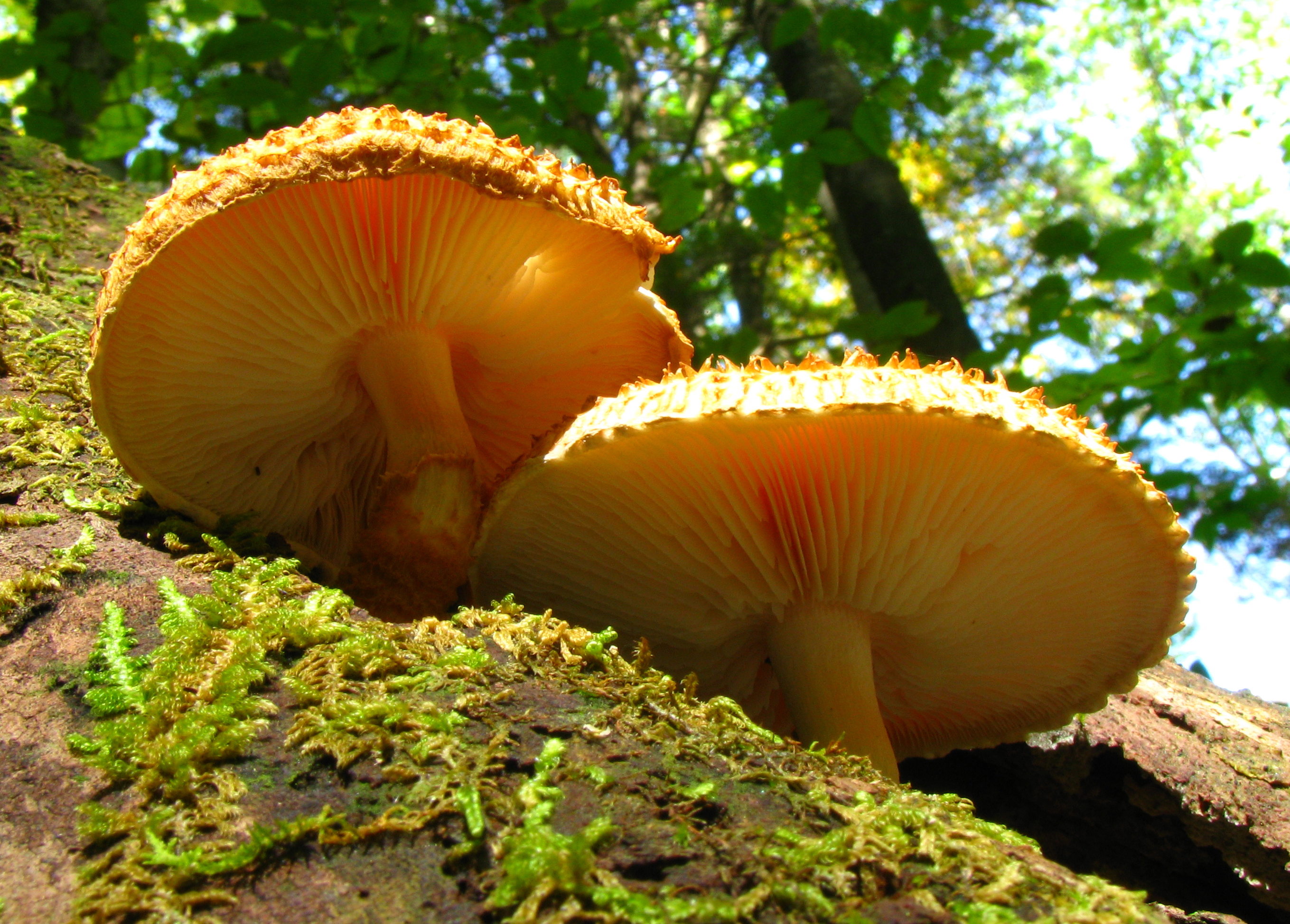
Leucopholiota decorosa

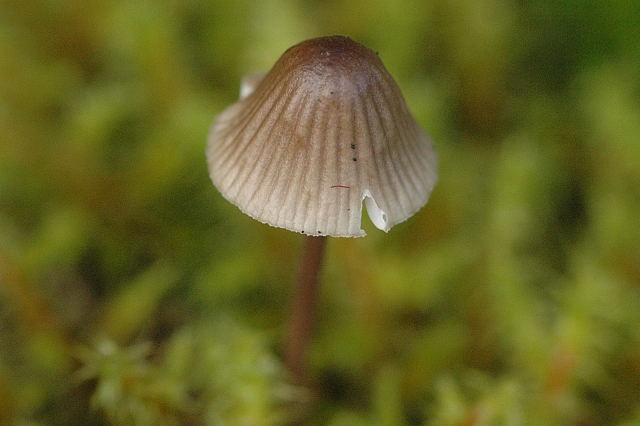
Mycenella bryophila

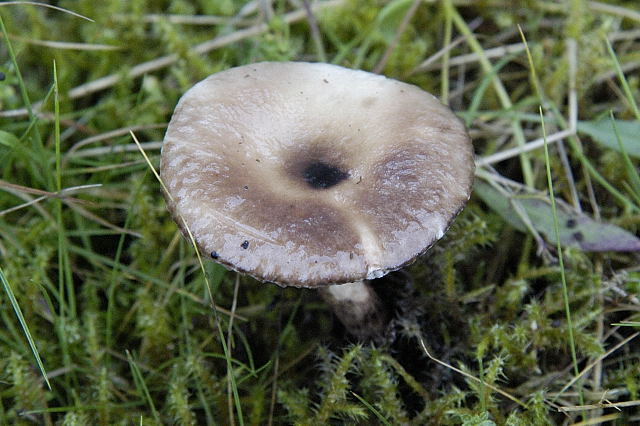
Omphalina griseopallida

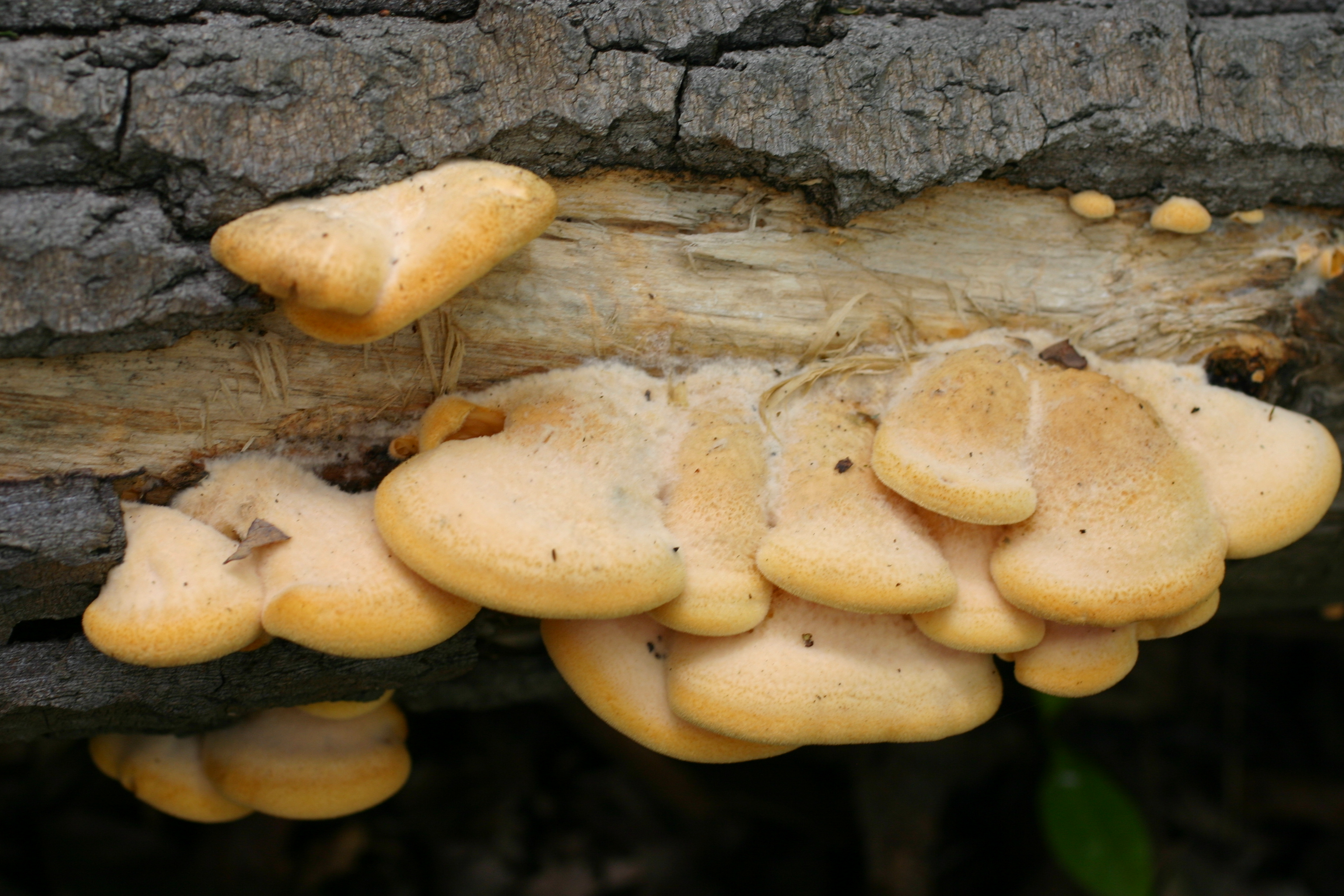
Phyllotopsis nidulans

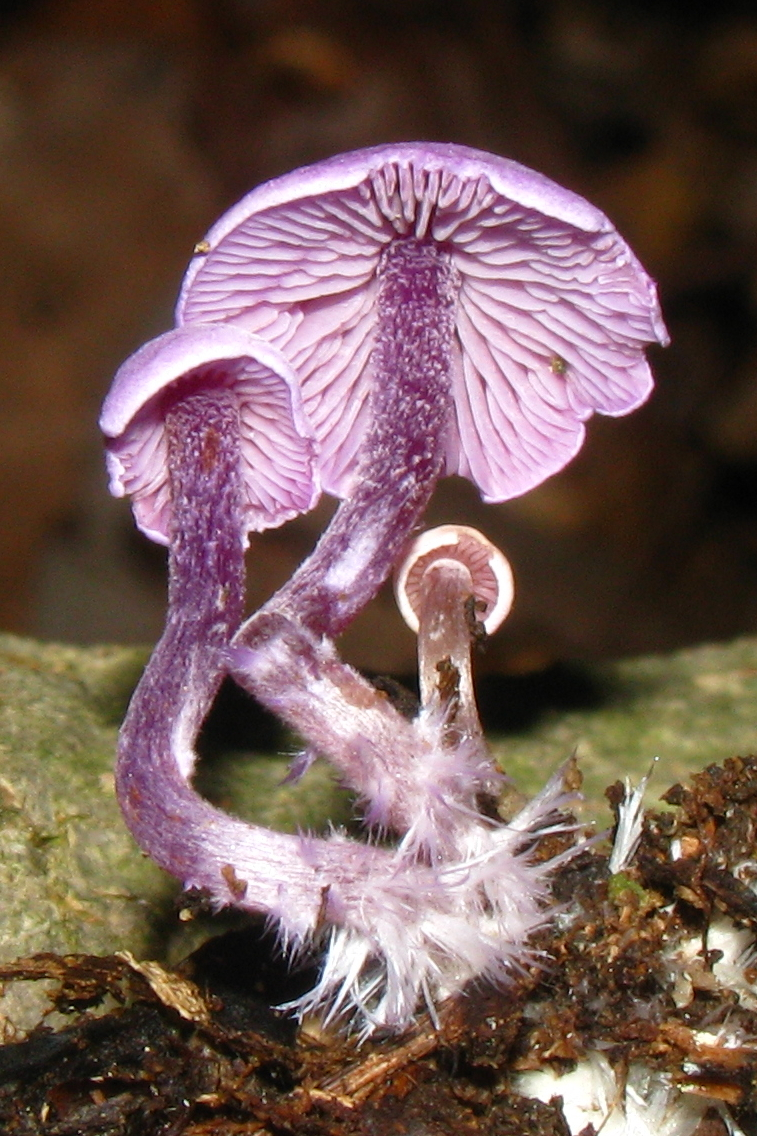
Pseudobaeospora sp.

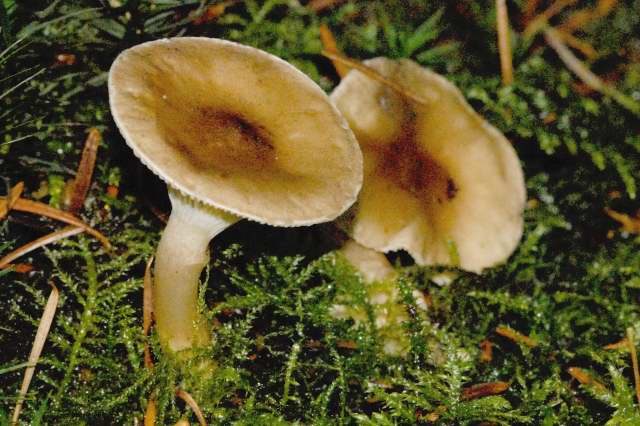
Pseudoomphalina pachyphylla

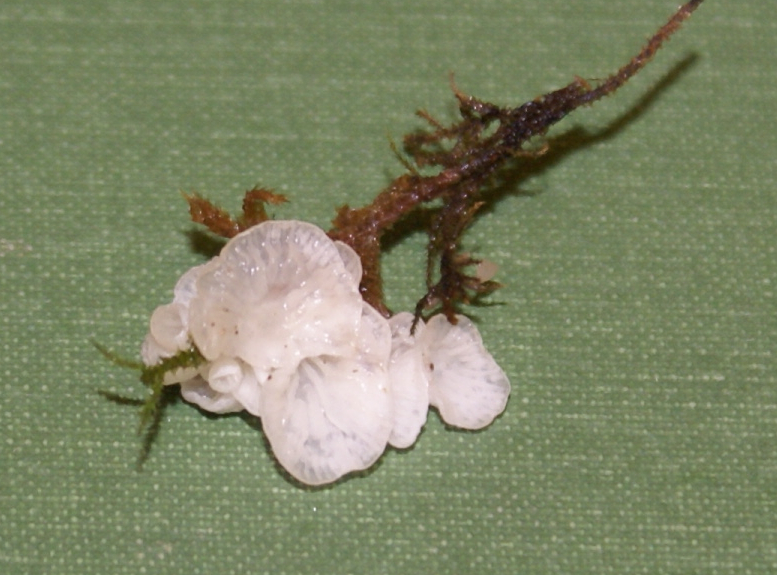
Rimbachia bryophila

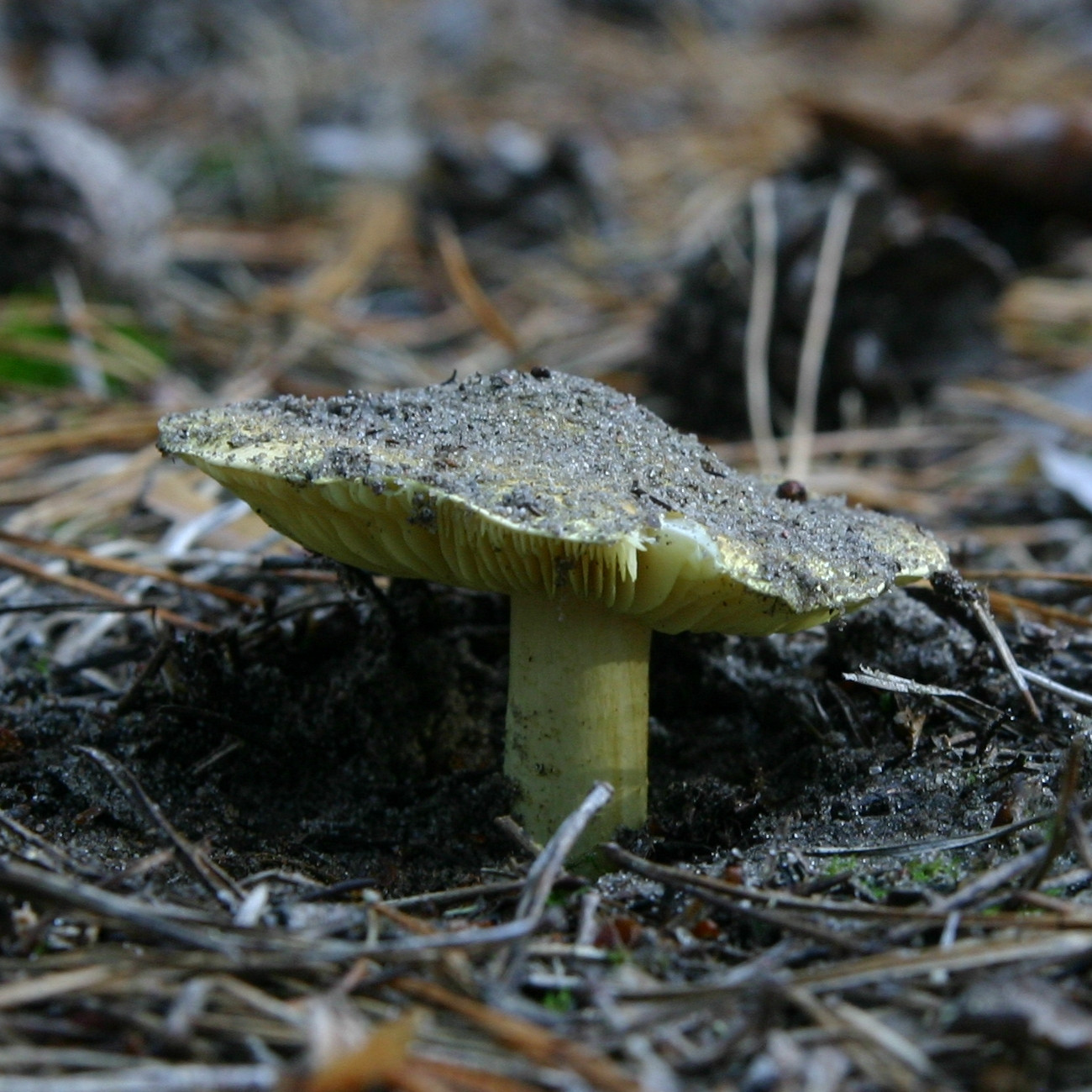
Tricholoma equestre

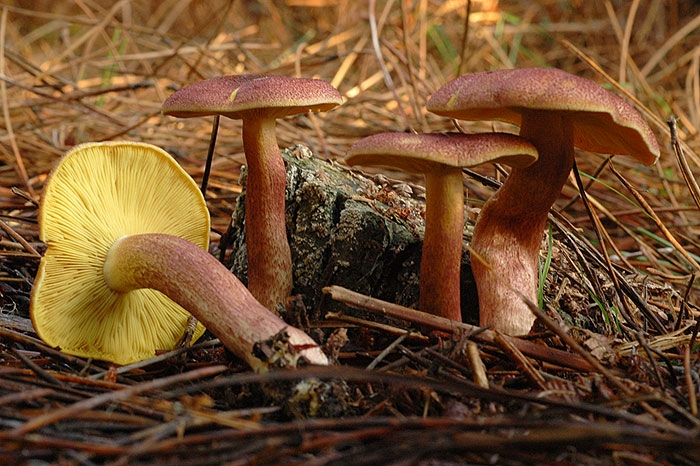
A group of four brown-orange, pockmarked mushrooms growing amongst dry grasses; one mushroom has been pushed to the side, revealing bright yellow tightly-packed gills.

| Gênero                                     | Ano           | Espécime-tipo                                                              | N.° de espécies | Distribuição                                            |
| ------------------------------------------ | ------------- | -------------------------------------------------------------------------- | --------------- | ------------------------------------------------------- |
| Amparoina Singer                           | 1958          | Amparoina spinosissima (Singer) Singer                                     | 2               | América do Sul                                          |
| †Archaeomarasmius Hibbett et al.           | 1997          | Archaeomarasmius leggetti Hibbett et al.                                   | 1               | Extinto, Turoniano Âmbar de Nova Jérsei                 |
| Arthromyces T.J.Baroni & Lodge             | 2007          | Arthromyces claviformis T.J.Baroni & Lodge                                 | 2               | América Central                                         |
| Arthrosporella Singer                      | 1970          | Arthrosporella ditopa (Singer) Singer                                      | 1               | Argentina                                               |
| Asproinocybe R.Heim                        | 1970          | Asproinocybe lactifera R.Heim                                              | 5               | África (trópicos)                                       |
| Austroclitocybe Raithelh.                  | 1972          | Austroclitocybe veronicae Raithelh.                                        | 1               | América do Sul (temperado)                              |
| Austroomphaliaster Garrido                 | 1988          | Austroomphaliaster nahuelbutensis Garrido                                  | 1               | América do Sul (temperado)                              |
| Callistodermatium Singer                   | 1981          | Callistodermatium violascens Singer                                        | 1               | Brasil                                                  |
| Callistosporium Singer                     | 1944          | Callistosporium palmarum (Murrill) Singer                                  | 13              | Difundido                                               |
| Cantharellopsis Kuyper                     | 1986          | Cantharellopsis prescotii (Weinm.) Kuyper                                  | 1               | Europa                                                  |
| Catathelasma Lovejoy                       | 1910          | Catathelasma evanescens Lovejoy                                            | 4               | Difundido (Hemisfério setentrional, temperado)          |
| Caulorhiza Lennox                          | 1979          | Caulorhiza umbonata (Peck) Lennox                                          | 3               | Estados Unidos                                          |
| Cellypha Donk                              | 1959          | Cellypha goldbachii (Weinm.) Donk                                          | 10              | Difundido                                               |
| Clavomphalia E.Horak                       | 1987          | Clavomphalia yunnanensis E.Horak                                           | 1               | China                                                   |
| Clitocybe (Fr.) Staude                     | 1857          | Clitocybe nebularis (Batsch) P.Kumm.                                       | 300 (approx.)   | Difundido (esp. temperado setentrional)                 |
| Collybia (Fr.) Staude                      | 1857          | Collybia tuberosa Fr.                                                      | 3               | Difundido (temperado setentrional)                      |
| Conchomyces Overeem                        | 1927          | Conchomyces verrucisporus Overeem                                          | 2               | Indonésia                                               |
| Corneriella Sánchez-García                 | 2014          | Corneriella bambusarum Desjardin & Hemmes                                  | 2               | Estados Unidos, Tailândia                               |
| Cynema Maas Geest. & E.Horak               | 1995          | Cynema alutacea Maas Geest. & E.Horak                                      | 1               | Papua-Nova Guiné                                        |
| Cyphellocalathus Agerer                    | 1981          | Cyphellocalathus cecropiae (Singer) Agerer                                 | 1               | Difundido                                               |
| Delicatula Fayod                           | 1889          | Delicatula integrella (Pers.:Fr.) Pat.                                     | 2               | Difundido (temperado)                                   |
| Dendrocollybia R.H.Petersen & Redhead      | 2001          | Dendrocollybia racemosa (Pers.) R.H.Petersen & Redhead                     | 1               | Difundido (temperado)                                   |
| Dennisiomyces Singer                       | 1955          | Dennisiomyces glabrescentipes Singer                                       | 5               | América do Sul                                          |
| Dermoloma (J.E.Lange) Singer ex Herink     | 1959          | Dermoloma cuneifolium (Fr.) Singer                                         | 15 (approx.)    | Difundido                                               |
| Fayodia Kühner                             | 1930          | Fayodia bisphaerigera (J.E.Lange) Kühner                                   | 10 (approx.)    | Difundido (temperado setentrional)                      |
| Gamundia Raithelh.                         | 1979          | Gamundia striatula Joss. & Konrad                                          | 6               | Europa, América do Sul (temperado)                      |
| Hygroaster Singer                          | 1955          | Hygroaster nodulisporus (Dennis) Singer                                    | 2               | América (trópicos)                                      |
| Infundibulicybe Harmaja                    | 2003          | Infundibulicybe geotropa (Bull.) Harmaja                                   | 13              | Difundido                                               |
| Lepista (Fr.) W.G.Sm.                      | 1870          | Lepista panaeolus (Fr.) P.Karst.                                           | 50 (approx.)    | Difundido                                               |
| Lepistella T.J.Baroni & Ovrebo             | 2007          | Lepistella ocula T.J.Baroni & Ovrebo                                       | 1               | América Central                                         |
| Leucocortinarius (J.E.Lange) Singer        | 1945          | Leucocortinarius bulbiger (Alb. & Schwein.) Singer                         | 1               | Europa                                                  |
| Leucoinocybe Singer                        | 1943          | Leucoinocybe lenta (Maire) Singer                                          | 1               | Europa                                                  |
| Leucopaxillus Boursier                     | 1925          | Leucopaxillus paradoxus (Costantin & L.M.Dufour) Boursier                  | 15 (aprox.)     | Difundido (princ. Europa)                               |
| Leucopholiota (Romagn.) O.K.Mill. et al.   | 1996          | Leucopholiota decorosa (Peck) O.K.Mill. et al.                             | 2               | Estados Unidos, França                                  |
| Lulesia Singer                             | 1970          | Lulesia densifolia (Singer) Singer                                         | 3               | Trópicos                                                |
| Macrocybe Pegler & Lodge                   | 1998          | Macrocybe titans (H.E.Bigelow & Kimbr.) Pegler et al.                      | 7               | Difundido (trópicos)                                    |
| Melanoleuca Pat.                           | 1897          | Melanoleuca vulgaris (Pat.) Pat.                                           | 50 (aprox.)     | Difundido                                               |
| Melanomphalia M.P.Christ.                  | 1936          | Melanomphalia nigrescens M.P.Christ.                                       | 1               | Europa                                                  |
| Musumecia Vizzini & Contu                  | 2011          | Musumecia bettlachensis Vizzini & Contu                                    | 1               | Europa                                                  |
| Mycenella (J.E.Lange) Singer               | 1938          | Mycenella cyatheae (Singer) Singer                                         | 10              | Difundido (temperado)                                   |
| Mycoalvimia Singer                         | 1981          | Mycoalvimia theobromicola Singer                                           | 1               | Brasil                                                  |
| Myxomphalia Hora                           | 1960          | Myxomphalia maura (Fr.) Hora                                               | 4               | Difundido (temperado setentrional)                      |
| Neoclitocybe Singer                        | 1962 ("1961") | Neoclitocybe byssiseda (Bres.) Singer                                      | 10              | Difundido (esp. trópicos)                               |
| Nothoclavulina Singer                      | 1970          | Nothoclavulina ditopa Singer                                               | 1               | Argentina                                               |
| Omphaliaster Lamoure                       | 1971          | Omphaliaster borealis (M.Lange & Skifte) Lamoure                           | 7               | Difundido (temperado setentrional)                      |
| Omphalina Quél.                            | 1886          | Omphalina pyxidata (Bull.) Quél.                                           | 50 (aprox.)     | Difundido (esp. temperado)                              |
| Paralepista Raithelh.                      | 1981          | Paralepista inversa (Fr.) Raithelh.                                        | 12              | Difundido (princ. Europa)                               |
| Paralepistopsis Vizzini                    | 2012          | Paralepistopsis amoenolens (Malençon) Vizzini                              | 2               | Norte da África, Sul e sudoeste da Europa, Ásia         |
| Peglerochaete Sarwal & Locq.               | 1983          | Peglerochaete setiger Sarwal & Locq.                                       | 1               | Siquim                                                  |
| Pegleromyces Singer                        | 1981          | Pegleromyces collybioides Singer                                           | 1               | Brasil                                                  |
| Phaeomycena R.Heim ex Singer & Digilio     | 1952 ("1951") | Phaeomycena aureophylla R.Heim                                             | 5               | África, Ásia                                            |
| Phyllotopsis E.-J.Gilbert & Donk ex Singer | 1936          | Phyllotopsis nidulans (Pers.) Singer                                       | 5               | Difundido (temperado)                                   |
| Physocystidium Singer                      | 1962          | Physocystidium cinnamomeum (Dennis) Singer                                 | 1               | Trinidade                                               |
| Pleurella E.Horak                          | 1971          | Pleurella ardesiaca (G.Stev. & G.M.Taylor) E.Horak                         | 1               | Nova Zelândia                                           |
| Pleurocollybia Singer                      | 1947          | Pleurocollybia praemultifolia (Murrill) Singer                             | 5               | America, Ásia                                           |
| Pogonoloma Sánchez-García                  | 2014          | Pogonoloma spinulosum Kühner & Romagn                                      | 2               | Europa                                                  |
| Porpoloma Singer                           | 1952          | Porpoloma sejunctum Singer                                                 | 12 (aprox.)     | América do Sul                                          |
| Pseudobaeospora Singer                     | 1942          | Pseudobaeospora oligophylla Singer                                         | 20 (aprox.)     | Difundido                                               |
| Pseudoclitocybe (Singer) Singer            | 1956          | Pseudoclitocybe cyathiformis (Bull.) Singer                                | 10              | Difundido (temperado setentrional; América do Sul)      |
| Pseudohygrophorus Velen.                   | 1939          | Pseudohygrophorus vesicarius Velen.                                        | 1               | Europa                                                  |
| Pseudolaccaria Vizzini, Contu & Z.W. Ge    | 1939          | Pseudolaccaria pachyphylla (Fr.) Vizzini & Contu                           | 1               | Europa                                                  |
| Pseudolasiobolus Agerer                    | 1983          | Pseudolasiobolus minutissimus Agerer                                       | 1               | Trópicos                                                |
| Pseudoomphalina (Singer) Singer            | 1956          | Pseudoomphalina kalchbrenneri (Bres.) Singer                               | 6               | Difundido (temperado)                                   |
| Pseudotricholoma Sánchez-García & Matheny  | 2014          | Pseudotricholoma umbrosum (A.H.Sm. & M.B.Walters) Sánchez-García & Matheny | 2               | Canadá, Europa, Estados Unidos                          |
| Resupinatus Nees ex Gray                   | 1821          | Resupinatus applicatus (Batsch) Gray                                       | 20 (aprox.)     | Difundido                                               |
| Rimbachia Pat.                             | 1891          | Rimbachia paradoxa Pat.                                                    | 10 (aprox.)     | Difundido (trópicos)                                    |
| Ripartites P.Karst                         | 1879          | Ripartites tricholoma (Alb. & Schwein.) P.Karst.                           | 5 (aprox.)      | Difundido                                               |
| Squamanita Imbach                          | 1946          | Squamanita schreieri Imbach                                                | 10              | Difundido                                               |
| Stanglomyces Raithelh.                     | 1986 ("1985") | Stanglomyces taxophilus Raithelh.                                          | 1               | América do Sul                                          |
| Tilachlidiopsis Keissl.                    | 1924          | Tilachlidiopsis racemosa Keissl.                                           | 1               | Difundido (temperado setentrional)                      |
| Tricholoma (Fr.) Staude                    | 1857          | Tricholoma equestre (L.) P.Kumm.                                           | 200 (aprox.)    | Difundido (esp. temperado setentrional)                 |
| Tricholomopsis Singer                      | 1939          | Tricholomopsis rutilans (Schaeff.) Singer                                  | 30 (aprox.)     | Difundido                                               |
| Tricholosporum Guzmán                      | 1975          | Tricholosporum goniospermum (Bres.) Guzmán                                 | 12+             | Hemisfério setentrional, África do Sul, América Central |